# 薩琳·汗
薩琳·汗（1987年5月14日—）是印度女演員和模特儿，她主要出現在寶萊塢電影。她首部電影是薩爾曼·汗主演的《英雄威尔》 （Veer），扮演一名公主。她其他較受歡迎的電影有《Ready》和《Hate Story 3》等等。
薩琳·汗生於印度一個普什圖族家庭，她的外貌經常被大眾和另一女星卡特丽娜·卡芙作比較。

## 外部連結
- 薩琳·汗在互联网电影资料库（IMDb）上的資料（英文）